# 顾昂然
顾昂然（1931年—2024年8月25日），男，汉族，江苏无锡人，中华人民共和国政治人物。

## 生平
1998年3月，第九届全国人大第一次会议上，他当选为全国人民代表大会常务委员会委员。